# Tia Uia
Carivaldina Oliveira da Costa, conhecida como Tia Uia (Búzios, 3 de junho de 1941 - Búzios, 10 de junho de 2020) foi uma liderança quilombola brasileira.

## Biografia
Neta de escravizados e filha de agricultores, nasceu no Quilombo da Rasa, em Búzios. Com 14 anos mudou-se para a cidade do Rio de Janeiro em busca de trabalho para ajudar no sustento da família, que vivia na pobreza. Conseguiu um emprego de babá, mas não ficou lá por muitos anos, retornando ao quilombo com 20 anos, casando e tendo sete filhos. Viveu por quarenta anos trabalhando como empregada doméstica, ocupação que abandonou para fundar a Associação de Moradores do Quilombo da Rasa, para defender os interesses da comunidade, tornando-se presidente da entidade.
Depois de 2000 foi nomeada presidente de honra "devido à sua influência e importância nas ações realizadas pela associação". Organizou reuniões e debates, procurou informação e fez muitas viagens pelo estado assistindo conferências e seminários. Também participou da fundação da Associação das Comunidades Remanescentes de Quilombo do Estado do Rio de Janeiro (Acquilerj). Era considerada a matriarca do Quilombo da Rasa.
Lutou pela preservação da terra contra invasões de grileiros e especuladores imobiliários, e deu uma contribuição fundamental para que o território fosse reconhecido como quilombo, o que ocorreu em 2005 através de parecer da Fundação Palmares, mas a demarcação só ocorreu após novas lutas. Finalmente, em 2017 o Instituto Nacional de Colonização e Reforma Agrária emitiu relatório formalizando a área. Ali vivem mais de 400 famílias, perfazendo um total de mais de 4 mil pessoas, que dependem dos recursos naturais da região e da agricultura para sua subsistência.
Tia Uia também trabalhou para ampliar a participação feminina nas decisões da comunidade e para defender os direitos sociais de todos, promoveu a cultura, a história e as tradições locais. Segundo Sarah Fernandes, "Tia Uia carregava com orgulho a alcunha de Griot, termo utilizado na África Ocidental para designar aqueles que têm por vocação transmitir as histórias e conhecimentos de seu povo. Foi essa missão que ela abraçou ao longo da vida, difundindo os festejos populares, as técnicas agrícolas sustentáveis e a medicina tradicional quilombola".
Muito procurada para dar entrevistas, foi a liderança mais significativa do Quilombo da Rasa e uma das principais lideranças quilombolas do estado do Rio de Janeiro, recebendo reconhecimento nacional como uma das lideranças mais respeitadas do país.

### Morte
Faleceu em 10 de junho de 2020 vitimada pela COVID-19, causada pelo vírus SARS-CoV-2. Em nota de pesar, a Acquilerj declarou que "sua luta não foi e nunca será em vão, pois assim como sua vida foi uma inspiração para todos e todas que a conheciam, assim será também após sua morte. Seguiremos firmes, incansavelmente como ela nos ensinou, pois para sempre ela estará presente em nossas vidas". A Prefeitura de Búzios decretou luto oficial por três dias e em 28 de agosto decretou o batismo de uma praça com seu nome, em homenagem à sua trajetória de vida e à sua condição de "pioneira e liderança na luta do quilombola" na cidade.